# 人間椅子 (アルバム)
『人間椅子』（にんげんいす）は、人間椅子のインディーズでリリースされたミニアルバム。
盤面プリントは2種類があった。現在は廃盤。

## 解説
TBS系列で放送されていた深夜番組『平成名物TV いかす!!バンド天国』の自主レーベルから発売された。現在は廃盤となっており入手困難である。最初に出した作品ではあるが、1枚目のアルバムとカウントされず、通称「0thアルバム」と呼ばれている。
「りんごの泪」、「人間失格」、「桜の森の満開の下」の3曲はメジャー・デビュー・アルバムである『人間失格』に新たにレコーディングされたバージョンが収録された。「人面瘡」は、セカンド・アルバム『桜の森の満開の下』からの先行シングル「夜叉ヶ池」のカップリングに収録されている。
本作発表から20年後の2009年、「陰獣」、「鉄格子黙示録」、「猟奇が街にやって来る」の新録音バージョンが20周年記念のベスト・アルバム『人間椅子傑作選 二十周年記念ベスト盤』に収録された。また、『現世は夢 〜25周年記念ベストアルバム〜』には「陰獣」、「神経症 I LOVE YOU」のオリジナル・バージョンが収録されている。

## 収録曲
- 全作詞：和嶋慎治、全編曲：人間椅子

| #  | タイトル                 | 作詞     | 作曲               | 時間 |
| -- | ------------------------ | -------- | ------------------ | ---- |
| 1. | 「人面瘡」               | 和嶋慎治 | 和嶋慎治           | 4:55 |
| 2. | 「陰獣」                 | 和嶋慎治 | 和嶋慎治、鈴木研一 | 3:29 |
| 3. | 「りんごの泪」           | 和嶋慎治 | 和嶋慎治、鈴木研一 | 3:52 |
| 4. | 「猟奇が街にやって来る」 | 和嶋慎治 | 和嶋慎治、鈴木研一 | 4:17 |
| 5. | 「神経症 I LOVE YOU」    | 和嶋慎治 | 和嶋慎治           | 3:59 |
| 6. | 「人間失格」             | 和嶋慎治 | 和嶋慎治、鈴木研一 | 5:09 |
| 7. | 「桜の森の満開の下」     | 和嶋慎治 | 和嶋慎治、鈴木研一 | 6:09 |

## 演奏者
- 和嶋慎治 - ギター、ボーカル
- 鈴木研一 - ベース、ボーカル
- 上館徳芳 - ドラムス